# Tjuvhumla
Tjuvhumla (Bombus wurflenii) är en insektsart i överfamiljen bin (Apoidea).

## Namnkonvention
Den svenska Artdatabanken anger det vetenskapliga namnet till Bombus mastrucatus Gerstaecker, 1869, med motiveringen att det gamla namnet, Bombus wurflenii Radoszkowski, 1859, är felanvänt.
Även Finlands artdatacenter och Global Biodiversity Information Facility (GBIF) använder Bombus mastrucatus som vetenskapligt namn, för GBIF med Bombus wurflenii som synonym. Namnet Bombus wurflenii förefaller dock fortfarande vara i allmänt bruk, bland annat används det för alla Wikipedias artiklar om arten, Integrated Taxonomic Information System (ITIS) anger också namnet som giltligt (med Bombus mastrucatus som synonym) och även Internationella naturvårdsunionen (IUCN) gör så. Dessutom betraktar artdatabanken för närvarande (2025) det gamla namnet, Bombus wurflenii, som felanvänt, men acceptabelt. Bombus wurflenii används därför fortfarande som artnamn i den här artikeln.

## Utbredning
Tjuvhumlan förekommer i Centraleuropa, Uralbergen och Kaukasus i Ryssland, Norden  och norra Turkiet. Däremot saknas arten på Brittiska öarna och i Ryssland.

## Förekomst i Norden
I Norden är den framför allt en norsk art; i Sverige förekommer den i fjällvärlden från Dalarna till Abisko. I Jämtland och Härjedalen kan den dock gå längre österut. Dock är tjuvhumlan ingenstans vanlig, även om den är klassificerad som livskraftig ("LC") i Sverige. I Finland är den endast känd från ett fynd som gjordes 30/5 1926 vid Ruhtinansalmi i Kajanaland.

## Beskrivning
Humlan har mycket kort tunga och kraftiga, sågtandade käkar. Drottningen är rufsigt svart med orange bakkropp. Arbetarna har samma utseende, men kan dessutom ha en antydan till gul krage. De är klart mindre än drottningen. Hanen har gul krage och nos; i övrigt som drottning och arbetare.  Drottningen blir 19 till 22 mm lång, hanen 14 till 16 mm och arbetarna 13 till 16 mm. Vingbredden är 36 till 41 mm för drottningen, 28 till 32 mm för hanen och 25 till 32 mm för arbetarna.

## Ekologi
Tjuvhumlan lever framför allt i bergen, där den söker sin näring på bergsängar, i dalar och på fjällhedar, även ovan trädgränsen. I bergen i Balkan förekommer den på höjder mellan 1 300 och 2 100 m, medan den i de nordturkiska bergen vistas mellan 1 600 och 2 600 m. Favoritväxter är nordisk stormhatt, kråkvicker, rödklöver, mjölkört och brudborste. Eftersom humlan vanligtvis inte når ner till nektargömman med sin korta tunga, biter den i stället hål på utsidan av blomman och suger i sig nektarn den vägen. Det finns även andra humlor som kan använda samma metod för näringsinhämtning, som mörk jordhumla.
Boet är oftast underjordiskt, gärna mellan stenar. Det rymmer vanligen mellan 80 och 150 individer.